# Руссов, Бальтазар

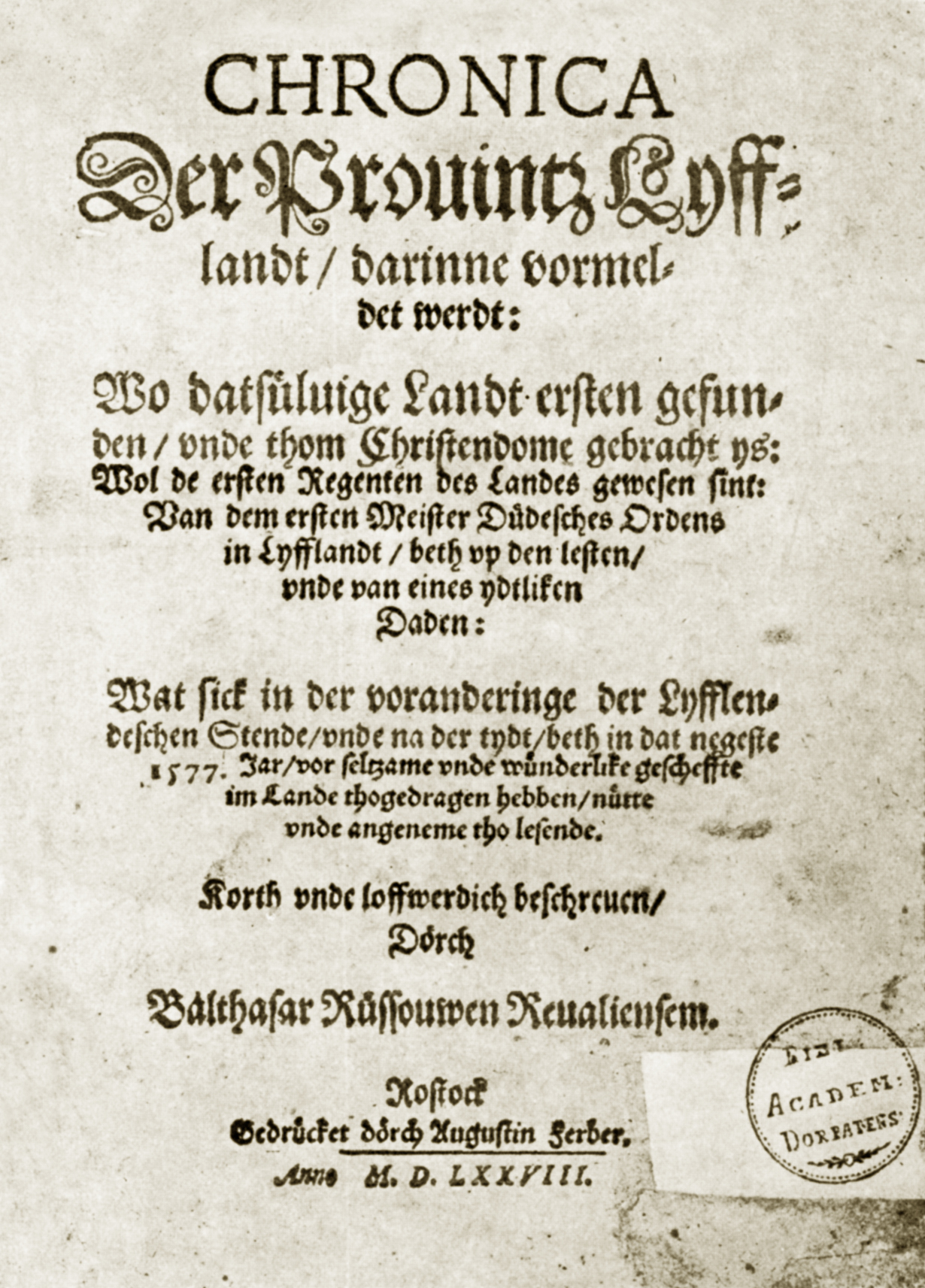
Титульный лист «Хроники провинции Ливонии».

Бальтаза́р Ру́ссов (Рюссов) (нем. Balthasar Russow, около 1540 года — 24 ноября 1600 года, Ревель) — ливонский хронист, автор «Хроники провинции Ливонии», был проповедником и учителем в Ревеле.

## Биография
Родился в семье ревельского извозчика-немца, предки которого, возможно, происходили из Померании. Служил пастором в церкви Святого духа. Утверждение, что он являлся первым в истории города пастором-эстонцем, опровергается рядом исследователей.
Во время Ливонской войны приступил к составлению своей «Хроники провинции Ливонии» (Росток, 1578). В 1584 году в Барте вышло её второе издание, с продолжением, доведённым до 1583 года. Для древнейшей истории Ливонии хроника Руссова значения не имеет, но Ливонская война изложена им, как очевидцем и современником, с большой детальностью. Он имел возможность воспользоваться и многими официальными источниками. Характер сочинения чисто теологический: все несчастия войны являются наказанием ливонцам за забвение Бога. Сторонник Швеции, Руссов как бюргер враждебен ливонскому дворянству. Уже современники сочли нужным сделать поправки и возражения Руссову (Таубе, Крузе, Элерт, Генрих фон Тизенгаузен). Критики отмечают также художественные достоинства «Хроники».

## Труды
- Хроника провинции Ливонии.

## В культуре
Писатель Яан Кросс написал роман-биографию Бальтазара Руссова «Между тремя поветриями», часть которой была в 1970 году экранизирована.